# NGC 5933
NGC 5933 is een lensvormig sterrenstelsel in het sterrenbeeld Ossenhoeder. Het hemelobject werd op 21 april 1887 ontdekt door de Amerikaanse astronoom Lewis A. Swift.

## Synoniemen
- MCG 8-28-34
- ZWG 249.24
- NPM1G +48.0295
- PGC 55117